# Vincent Vosse
Vincent Vosse (ur. 5 stycznia 1972 roku w Verviers) – belgijski kierowca wyścigowy.

## Kariera
Vosse rozpoczął karierę w międzynarodowych wyścigach samochodowych w 1992 roku od startów w Formule Ford 1600 Castle Combe Championship, gdzie stanął na najniższym stopniu podium klasyfikacji generalnej. W późniejszych latach Belg pojawiał się także w stawce Festiwalu Formuły Ford, Europejskiego Pucharu Formuły Ford, Brytyjskiej Formuły Ford, Belgian Procar, Global GT Championship, Niemieckiej Formuły 3, French Supertouring Championship, Porsche Supercup, FIA GT Championship, 24-godzinnego wyścigu Le Mans, 1000 km Suzuka, 24 Hours of Sicily, 24h Nürburgring, Grand American Rolex Series, American Le Mans Series, Le Mans Endurance Series, Belcar, Le Mans Series, Mégane Trophy Eurocup, FIA GT3 European Championship, 24H Series Toyo Tires, International GT Open, Belgian GT Championship, Formuły Le Mans, British GT Championship oraz FIA GT3 European Cup.